# Александер Асдрені
Александер Асдре́ні (справжнє ім'я та прізвище — Александр Ставре Дренова) (алб. Aleksander Asdreni, 11 квітня 1872, с. Дренова, поблизу міста Корча (нині Албанія) — 11 грудня 1947, Бухарест) — македонсько-румунський поет і публіцист албанського походження. Автор слів національного гімну Албанії — Hymni i Flamurit.

## Біографія
У 13-річному віці, залишившись сиротою, переїхав 1885 року з рідного села Дренова в Бухарест, де проживали його старші брати.
Вищу освіту здобув у Румунії. У студентські роки брав активну участь в діяльності албанських націоналістичних емігрантських товариств, які боролися за звільнення Албанії від ярма Османської імперії. Також був учасником албанського письменницького середовища у Румунії.
Після проголошення незалежності Албанії в листопаді 1912 року Асдрені, ненадовго повернувся на батьківщину, після чого знову проживав у Румунії, де з березня 1922 служив секретарем в албанському консульстві в Бухаресті. Продовжував брати участь в національному емігрантському русі албанців.
У 1937 знову приїхав в Албанію на святкування 20-річчя незалежності, в надії отримати урядову пенсію, в чому йому було відмовлено.
Помер у бідності в Бухаресті.

## Творчість
Літературною діяльністю почав займатися в 1900 р. Першу збірку віршів «Проміння сонця» («Rréze dielli», 1904), що включала 99 сонетів, автор присвятив національному герою Албанії Скандербегу.
У 1912 р. був надрукований друга його збірка «Мрії і сльози» («Ëndërra e lot», 1912), що включала також 99 віршів, яка була присвячена британському антропологу, албаністу Едіт Дурхем. Обидва збірника видані в Бухаресті, оспівували батьківщину, її природу і народних героїв.
У 1930 вийшла збірка віршів «Псалми вигнанця» («Psalme murgu»), де переважають патріотичні мотиви.
Автор слів гімну Албанії, вперше опублікованого як вірш Свободу Албании (Liri e Shqipërisë)) в 1912 році в Софії.
Свої твори писав тоскійськім діалектом албанської мови. Улюбленою формою поезії був сонет.

## Вибрані твори
- Rreze dielli (1904)
- Ëndërra e lot (1912)
- Psallme murgu (1930)
- Kambana e Krujës (1937)